# HP 50g
HP 50g — современный американский программируемый калькулятор с графическим экраном из семейства HP-49G, в котором устранено большинство нареканий на калькуляторы этого семейства. Выпускается фирмой Hewlett-Packard с 2006 года. Поддерживает русский алфавит после добавления шрифтов. Из обширной англоязычной документации на русский язык переведено только руководство пользователя, адаптация других материалов осуществляется силами сообщества пользователей.
Калькулятор оснащен графическим математическим пакетом (СКМ — система компьютерной математики), позволяющим производить сложные вычисления (например, интегрирование), решения уравнений, построения графиков, алгебраические преобразования в символьном виде и другие виды расчетов и анализ результатов, не прибегая к необходимости программирования.
Основной язык программирования — RPL (Reverse Polish LISP, официальная расшифровка: ROM-based procedural language) — совместим с языком калькуляторов HP 28/48 и использует обратную польскую нотацию. RPL имеет две разновидности, позволяя пользователю писать программы на высоком (защищённость от ошибок) и низком (быстродействие, полный доступ ко всем ресурсам калькулятора) уровне: UserRPL и SysRPL.
Для разработки программ, требующих повышенной производительности, допускается использование языка Си. В этом случае программа исполняется непосредственно процессором калькулятора. Для работы с компилятором Си HPGCC необходим компьютер.
Также имеется возможность программировать на языке HP-BASIC, совместимом с калькуляторами прежних моделей HP 38/39/40.
Большой графический экран позволяет строить графики в декартовых и полярных координатах, трёхмерные графики или просто выводить чёрно-белые картинки. С помощью специальных библиотек любители выводят на экран картинки с несколькими уровнями серого цвета.
Калькулятор построен на процессоре ARM9. Для подключения внешних устройств имеется ИК-порт, USB-порт и разъём для SD-карточек памяти. Присутствует интерфейс RS-232, но нестандартные уровни напряжения затрудняют его использование.
HP 50g широко известен в инженерных и научных кругах США и Европы, где многие уже знакомы с предыдущими моделями фирмы Hewlett-Packard. В школьном образовании США популярнее модели фирмы Texas Instruments, более лёгкие в освоении и конкурирующие с HP 50g по производительности и функциональности.